# Меррітт-Айленд (Флорида)
Меррітт-Айленд (англ. Merritt Island) — переписна місцевість (CDP) в США, в окрузі Бревард штату Флорида. Населення — 34 518 осіб (2020).

## Географія
Меррітт-Айленд розташований за координатами 28°18′33″ пн. ш. 80°40′33″ зх. д. / 28.30917° пн. ш. 80.67583° зх. д. (28.309239, -80.675956).  За даними Бюро перепису населення США в 2010 році переписна місцевість мала площу 122,20 км², з яких 45,36 км² — суходіл та 76,85 км² — водойми.

## Демографія
Згідно з переписом 2010 року, у переписній місцевості мешкали 34 743 особи в 14 754 домогосподарствах у складі 9697 родин. Густота населення становила 284 особи/км².  Було 17036 помешкань (139/км²).
Расовий склад населення:
| - 88,7 % — білих - 4,9 % — чорних або афроамериканців - 2,2 % — азіатів - 0,5 % — корінних американців - 0,1 % — вихідців з тихоокеанських островів - 1,0 % — осіб інших рас |

До двох чи більше рас належало 2,6 %. Частка іспаномовних становила 6,1 % від усіх жителів.
За віковим діапазоном населення розподілялося таким чином: 19,2 % — особи молодші 18 років, 60,0 % — особи у віці 18—64 років, 20,8 % — особи у віці 65 років та старші. Медіана віку мешканця становила 47,6 року. На 100 осіб жіночої статі у переписній місцевості припадало 96,1 чоловіків;  на 100 жінок у віці від 18 років та старших — 94,0 чоловіків також старших 18 років.
Середній дохід на одне домашнє господарство  становив 73 525 доларів США (медіана — 53 916), а середній дохід на одну сім'ю — 87 977 доларів (медіана — 67 323). Медіана доходів становила 48 640 доларів для чоловіків та 38 372 долари для жінок. За межею бідності перебувало 14,1 % осіб, у тому числі 25,2 % дітей у віці до 18 років та 6,0 % осіб у віці 65 років та старших.
Цивільне працевлаштоване населення становило 15 912 осіб. Основні галузі зайнятості: освіта, охорона здоров'я та соціальна допомога — 21,1 %, науковці, спеціалісти, менеджери — 16,2 %, роздрібна торгівля — 12,0 %, мистецтво, розваги та відпочинок — 11,4 %.